# Ancorina
Ancorina is een geslacht van sponsdieren uit de klasse van de Demospongiae (gewone sponzen). 

## Soorten
- Ancorina bellae Kelly & Sim-Smith, 2012
- Ancorina brevidens Dendy & Frederick, 1924
- Ancorina buldira Lehnert & Stone, 2014
- Ancorina cerebrum Schmidt, 1862
- Ancorina corticata Lévi, 1964
- Ancorina diplococcus Dendy, 1924
- Ancorina geodides (Carter, 1886)
- Ancorina globosa Kelly & Sim-Smith, 2012
- Ancorina multistella (Lendenfeld, 1907)
- Ancorina nanosclera Lévi, 1967
- Ancorina radix Marenzeller, 1889
- Ancorina repens Wiedenmayer, 1989
- Ancorina robusta (Carter, 1883), dezelfde soort als Ecionemia robusta
- Ancorina stalagmoides Dendy, 1924

Niet geaccepteerde soorten (WoRMS):
- Ancorina alata -> Ecionemia alata
- Ancorina alba -> Asteropus albus
- Ancorina fenimorea -> Stellettinopsis fenimorea
- Ancorina suina -> Stryphnus suinus